# Roberto Calero
Roberto Alfonso Calero Piedrahita (Vinces, Los Ríos; 28 de enero de 1943-Guayaquil, Guayas; 4 de abril de 2021) fue un cantante ecuatoriano de boleros.

## Biografía
Nació el 18 de Abril de 1943 en Vinces, provincia de Los Ríos. Inicio su carrera musical cuando aún estudiaba en la escuela. En 1965 quedó en primer lugar del Festival Interprovincial de Cantantes Aficionados realizado en Quevedo, representando a la ciudad de Vinces, esto hizo que fuera invitado a cantar en el Programa "La Sorpresa Radial" de radio Cristal de Guayaquil en donde tuvo aceptación llegándose a ganar el apelativo del Payador de Vinces. En un inició grabó canciones de pasillos pero con el pasar del tiempo se dedicó a cantar boleros. En toda su carrera musical logró grabar 50 discos de 45 RPM, 16 discos LP y 16 discos compactos. Además realizó giras por países como Estados Unidos y Canadá. De igual modo tuvo la oportunidad de colaborar con cantantes del género bolero como Alci Acosta, Rodolfo Aicardi, Tito Cortés y Pedrito Otiniano. Roberto Calero procreó 4 hijos con la señora Blanca Gamarra Acosta, siendo sus hijos Gina Elizabeth Calero Gamarra, Blanca Azucena Calero Gamarra, Leyberth Roberto Calero Gamarra y Dyango Ricardo Calero Gamarra. Son 13 sus nietos, Fausto, Gina, Jose Roberto, Azaria, Yaritza, Yahelinne, Franklin, Yisbel, Kristy, Roberto Rey, Dayanara, Aysha, Ashley y 5 bisnietos.

## Fallecimiento
Falleció el 4 de abril de 2021 a los 78 años de edad, debido a una enfermedad renal.